# 395P/Catalina-NEAT
395P/Catalina-NEAT è una cometa periodica appartenente alla famiglia delle comete gioviane. La cometa è stata scoperta il 28 giugno 2005 , in effetti era già stata scoperta dal 6 maggio 2005 ma ritenuta un asteroide , la sua riscoperta il 26 aprile 2020 ha permesso di numerarla .

## Particolarità orbitali
Prima della sua scoperta, la cometa aveva elementi orbitali molto diversi da quelli attuali :
| semiasse maggiore (a)               | 12,172 UA        |
| distanza perielica (q)              | 5,107 UA         |
| eccentricità (e)                    | 0,580            |
| inclinazione (i)                    | 3,70°            |
| argomento del perielio (ω)          | 195,48°          |
| nodo ascendente (Ω)                 | 81,60°           |
| tempo del passaggio al perielio (T) | 12,5 maggio 1930 |
| periodo di rivoluzione (P)          | 42,5 anni        |

Dopo il passaggio al perielio del 1930 la cometa passò il 21 febbraio 1949 a sole 0,135 UA dal pianeta Urano ed il 12 gennaio 1971 a sole 0,110 UA dal pianeta Giove grazie alle piccole MOID con questi due pianeti: a seguito di questi passaggi l'orbita cambiò notevolmente i suoi elementi orbitali. La cometa passò il 28 dicembre 1972 al primo perielio con i nuovi elementi orbitali, passaggio non osservato, come pure il seguente avvenuto il 16 maggio 1989 in quanto la cometa non era ancora stata scoperta . Fu scoperta al successivo passaggio al perielio del 10 agosto 2005.
L'attuale orbita ha conservato la piccola MOID  con Giove ma ha perso quella con Urano: la MOID con Giove comporta la possibilità in futuro di passaggi molto ravvicinati tra la cometa e Giove con possibili ulteriori cambiamenti, anche drastici, degli attuali elementi orbitali della cometa. Il 27 marzo 2078 i due corpi celesti passeranno a 0,106 UA di distanza.